# Cilantica
Genre
Cilantica est un genre d'araignées mygalomorphes de la famille des Theraphosidae.

## Distribution
Les espèces de ce genre sont endémiques du Kerala en Inde,.

## Liste des espèces
Selon World Spider Catalog (version 25.5, 04/02/2025) :
- Cilantica agasthyaensis Mirza, 2024
- Cilantica devamatha (Prasanth & Sunil Jose, 2014)
- Cilantica kayi (Gravely, 1915)

## Systématique et taxinomie
Ce genre a été décrit par Mirza en 2024 dans les Theraphosidae.

## Publication originale
- Mirza, 2024 : « Systematics of the Western Ghats endemic tarantula subfamily Thrigmopoeinae with the description of a new genus and four new species. » Travaux du Muséum National d'Histoire Naturelle Grigore Antipa, vol. 67, no 2, p. 183-234.